# Diphtherostomum microacetabulum
Diphtherostomum microacetabulum är en plattmaskart. Diphtherostomum microacetabulum ingår i släktet Diphtherostomum och familjen Zoogonidae. Inga underarter finns listade i Catalogue of Life.